# Polina Kudermetova
Pour les articles homonymes, voir Kudermetova.
Ne pas confondre avec Veronika Kudermetova, sa sœur ainée, également joueuse de tennis.
Polina Eduardovna Kudermetova (en russe : Полина Эдуардовна Кудерметова), née le 4 juin 2003 à Moscou en Russie, est une joueuse de tennis russe, professionnelle depuis 2020.

## Biographie
Née à Moscou, elle est la fille de l'ancien joueur de hockey sur glace Eduard Kudermetov (en) et la sœur cadette de Veronika Kudermetova, elle aussi joueuse de tennis professionnelle.

## Catégories d'âge
Polina Kudermetova effectue sa formation dans la section tennis du CSKA Moscou.
En 2015, elle remporte son premier tournoi U12 à l'occasion du Kazan Junior Open. En 2017, elle atteint les demi-finales du Mondial Lacoste Les Petits As, battue par sa compatriote Maria Timofeeva (4-6, 3-6).
Elle participe également par deux fois aux Championnats d'Europe U16, atteignant les quarts de finale en 2018 et triomphant en 2019. Durant ce dernier, elle élimine Erika Andreeva en demi-finales (6-4, 2-6, 6-3) et Elsa Jacquemot en finale (7-63, 7-5).
Régulièrement appelée à jouer en équipe de Russie, elle fait partie de l'équipe, aux côtés de Diana Shnaider et Oksana Selekhmeteva, qui remporte les Championnats d'Europe Hiver 2019 en U16,. Deux ans plus tard, elle remporte également, cette fois aux côtés de Diana Shnaider et Erika Andreeva, les Championnats d'Europe Eté 2021 en U18,.
Ses performances lui valent plusieurs récompenses à l'occasion des Russian Cup Awards : tout d'abord en 2019 où elle est élue Junior de l'année et membre de l'équipe de l'année U17 et, ensuite, membre de l'équipe de l'année U19 en 2021.

## Carrière junior
Kudermetova remporte plusieurs titres sur le circuit junior dont les plus prestigieux sont l'Allianz Kundler German Junior de Berlin (J300) en 2019 et l'AGL Loy Yang de Traralgon (J300) en 2020.
Toujours en équipe de Russie, elle atteint les demi-finales en 2017, avec Maria Timofeeva et Maria Bondarenko, aux Masters par équipe. Elle fait ensuite partie de l'équipe de Fed Cup Junior qui, à nouveau, atteint les demi-finales en 2018 et 2019.
Elle participe, entre 2019 et 2021, à plusieurs tournois du Grand Chelem. En 2019, elle atteint le stade des quarts de finales à Wimbledon (éliminée 6-2, 6-4 par Daria Snigur) et les huitièmes de finales à l'US Open (éliminée 6-1, 6-3 par Reese Brantmeier). En 2020, elle est quart de finaliste à l'Open d'Australie (éliminée 6-4, 6-4 par Zhuoxuan Bai) et réalise sa meilleure performance à l'occasion d'une demi-finale à Roland-Garros où elle est sortie par Alina Charaeva (7-6, 2-6, 5-7). Enfin, en 2021, elle joue un quart de finale à Roland-Garros (éliminée 4-6, 6-1, 1-6 par Erika Andreeva) et un deuxième tour à Wimbledon (éliminée par Nastasja Schunk 4-6, 6-4, 0-6).
Son meilleur classement junior est une 4e place à la date du 4 janvier 2021.

## Carrière professionnelle

### 2019-2022: premiers titres ITF
Elle commence sa carrière sur le circuit ITF en 2018 en étant sortie au premier tour du Tatarstan Open de Kazan (W15) pour lequel elle bénéfice d'une wild card. En automne 2019, elle participe à son premier tournoi sur le circuit WTA à l'occasion de la Coupe du Kremlin et parvient à gagner lors du premier tour des qualifications face à Oksana Selekhmeteva avant de s'incliner face à Varvara Gracheva. Elle remporte son premier tournoi ITF aux GD Tennis Cup Series d'Antalya (W15) contre Georgia Andreea Craciun.
En 2020, elle reçoit une wild card pour disputer les qualifications du Saint-Péterbourg Ladies Trophy où elle est sortie dès son premier match par Tereza Martincová.
Elle remporte deux nouveaux titres en 2021, tout d'abord à l'Artengo Open Series 5 d'Antalya (W15) et au Tatarstan Open de Kazan (W15). Au tournoi WTA de Saint-Péterbourg, elle est sortie au premier tour des qualifications par Magdalena Fręch.
Kudermetova entame sa saison 2022 par la Tatarstan Winter Cup à Kazan (W15), qu'elle remporte sans perdre le moindre set. Il triomphe à nouveau en juin à Ra'anana (W25) contre Maria Timofeeva (4-6, 6-4, 7-5). En août, elle passe près de remporter le tournoi de San Bartolomé (W60), défaite en trois sets face à Arantxa Rus (3-6, 6-3, 6-1).
En parallèle, elle participe à la Spartakiade panrusse en tant que tête de série n°1 et finit quatrième, se retirant lors de la petite finale à la suite d'une blessure. Son père, et entraineur, la décrit alors comme une personne dure et très têtue. Elle devient également Championne de Russie, ne laissant aucune chance à ses concurrentes.
En fin de saison, elle gagne à Istanbul (W25) face à Tatiana Prozorova (6-3, 6-1) et la semaine suivante à Jérusalem (W25) face à Ekaterina Reyngold (6-1, 6-1).

### 2023: débuts en Grand Chelem
Pour ses débuts en Grand Chelem, elle passe les 3 tours de qualifications à l'Open d'Australie 2023 en battant successivement Anastasia Gasanova (6-1, 4-6, 6-2), Katie Boulter (6-1, 6-3) et Asia Muhammad (6-4, 6-2). Elle échoue ensuite au 1er tour du tableau principal face à la locale Olivia Gadecki (5-7, 1-6), . A cette occasion, Tarpischev déclare que Polina est une joueuse très talentueuse et au grand potentiel et elle-même que son rêve est de battre le record de titres en Grand Chelem détenu par Serena Williams.
Elle poursuit sa saison en alternant le circuit ITF, sur lequel elle remporte au mois de mars le BeeTV d'Astana (W40) face à Darya Astakhova (6-2, 6-3), , et le circuit WTA. Elle fait son entrée dans le top 150 à la suite de ce tournoi.
Lors de Roland-Garros, elle se fait sortir d'entrée aux qualifications par la future surprise du tournoi Mirra Andreeva (1-6, 4-6).
Après cela, elle participe à deux tournois WTA sur gazon. Tout d'abord au Libema Open de Bois-le-Duc (WTA250), durant lequel elle remporte sa première victoire dans un tableau principal en WTA, en triomphant de Yuan Yue (6-4, 6-3). Son parcours se termine au deuxième tour face à sa compatriote Liudmila Samsonova (4-6, 1-6). Ensuite, au BETT1 Open de Berlin (WTA500) où elle parvient à sortir des qualifications en écartant Lena Papadakis (6-4, 6-0) et Susan Bandecchi (5-7, 6-2, 6-4) avant de s'incliner face à Elena Rybakina (4-6, 2-6), .
Elle ne peut participer aux tournois de Wimbledon et de l'US Open, ses demandes de visa ayant été refusées sans plus d'explications.
En octobre, elle réalise sa meilleure performance de la saison à l'occasion du tournoi de Séoul (WTA250). Elle bat Alycia Parks au premier tour (3-6, 6-1, 6-0) et Kathinka Von Deichmann au second (6-3, 6-1) mais ne peut rien faire face à Yanina Wickmayer en quart de finale (3-6, 1-6).

### 2024: finale en double à Tampico
Elle joue les qualifications de l'Open d'Australie, éliminant Carlota Martinez Cirez (6-1, 6-1) et Erika Andreeva (6-3, 6-2) avant de s'incliner au troisième tour face à Fiona Ferro (3-6, 6-3, 3-6). La semaine suivante, elle remporte le tournoi d'Indore (W50) face à Dalila Jakupovic (3-6, 6-2, 6-0).
Elle échoue systématiquement au premier tour des qualifications lors des autres Grand Chelem de la saison : contre Kimberly Birrell (6-2, 0-6, 3-6) à Roland-Garros, Erika Andreeva (3-6, 3-6) à Wimbledon, et Mary Stoiana (6-7³, 6-7³ ) à l'US Open.
La semaine précédent l'US Open, elle réalise un très bon tournoi à Oldenzaal (W50), atteignant la finale en simple en étant défaite face à Hanne Vandewinkel (6-4, 2-6, 6-7³) et gagnant le double avec Ekaterina Makarova face à Freya Christie et Yuliana Lizarazo (6-4, 1-6, 10-7).
Lors du tournoi de Séoul (WTA500), elle participe aux qualifications et gagne contre Mei Yamaguchi (1-6, 6-0, 6-0) avant de s'incliner contre Jia-Jing Lu (4-6, 4-6). Elle est repêchée pour le tableau principal en tant que lucky loser et passe les deux premiers tours face à Priscilla Hon puis Ekaterina Alexandrova. A cette occasion, pour la première fois de leurs carrières, les deux sœurs Kudermetova sont en quarts de finale d'un même tournoi. Elle perd ensuite en quarts de finale face à la Brésilienne Beatriz Haddad Maia, qui battra également sa sœur Veronika Kudermetova en demi-finale.
En octobre, elle réalise une bonne tournée au Mexique. Au tournoi de Tampico (WTA125), elle est finaliste du double avec sa compatriote Alina Korneeva. Ensuite, à l'Akron Open de Mérida (WTA250), elle élimine successivement Nadia Podoroska (6-1, 6-1), Varvara Lepchenko (6-3, 6-4), Nina Stojanovic (5-7, 6-3, 6-4) et perd finalement en demi-finale face à Ann Li (3-6, 6-4, 2-6).
Début décembre, elle joue le tournoi de Dubaï (W100) et y elle est battue en finale par Jodie Burrage, . Ses performances lui permettent d'atteindre son plus haut classement en carrière, 106e.
Durant l'entre saison, le Président de la Fédération russe de tennis, Shamil Tarpischev, donne des recommandations aux deux sœurs Kudermetova pour améliorer leurs résultats. Au sujet de Polina, il déclare que celle-ci a besoin d'un psychologue, .

### 2025: finale à Brisbane
Elle commence sa saison par le tournoi de Brisbane (WTA500). Issue des qualifications, elle progresse dans le tableau principal en écartant Wang Xinyu (6-1, 6-3), Liudmila Samsonova (6-7⁷, 6-3, 6-2), Daria Kasatkina (1-6, 6-2, 7-5), Ashlyn Kruger (7-6⁵, 6-3) et Anhelina Kalinina (6-4, 6-3). A cette occasion, elle engrange sa première victoire contre une joueuse du top 10 et atteint pour la première fois de sa carrière une finale d'un tournoi WTA,. Elle est battue en finale par la Biélorusse Aryna Sabalenka,.
A l'Open d'Australie, elle passe les trois tours de qualifications mais elle est ensuite éliminée dès le 1er tour du grand tableau par Magdalena Fręch.

## Palmarès

### Titre en simple dames
Aucun.

### Finale en simple dames
| No | Date       | Nom et lieu du tournoi                   | Catégorie | Dotation    | Surface    | Vainqueure      | Score         |          |
| -- | ---------- | ---------------------------------------- | --------- | ----------- | ---------- | --------------- | ------------- | -------- |
| 1  | 29-12-2024 | Brisbane International by Evie, Brisbane | WTA 500   | 1 520 600 $ | Dur (ext.) | Aryna Sabalenka | 4-6, 6-3, 6-2 | Parcours |

### Finale en double en WTA 125
| No | Date       | Nom et lieu du tournoi  | Catégorie | Dotation  | Surface    | Vainqueures                  | Partenaire     | Score    |          |
| -- | ---------- | ----------------------- | --------- | --------- | ---------- | ---------------------------- | -------------- | -------- | -------- |
| 1  | 21-10-2024 | Abierto Tampico Tampico | WTA 125   | 115 000 $ | Dur (ext.) | Carmen Corley Rebecca Marino | Alina Korneeva | 6-3, 6-3 | Parcours |

## Parcours en Grand Chelem

### En simple dames
| Année | Open d'Australie | Open d'Australie | Internationaux de France | Internationaux de France | Wimbledon       | Wimbledon      | US Open | US Open      |
| ----- | ---------------- | ---------------- | ------------------------ | ------------------------ | --------------- | -------------- | ------- | ------------ |
| 2023  | 1er tour (1/64)  | Olivia Gadecki   | Q1                       | Mirra Andreeva           | —               | —              | —       | —            |
| 2024  | Q3               | Fiona Ferro      | Q1                       | Kimberly Birrell         | Q1              | Erika Andreeva | Q1      | Mary Stoiana |
| 2025  | 1er tour (1/64)  | Magdalena Fręch  | 1er tour (1/64)          | Jeļena Ostapenko         | 1er tour (1/64) | Iga Świątek    |         |              |

N.B. : à droite du résultat se trouve le nom de l'ultime adversaire.

### En double dames
| 2025 | — | — | 1er tour (1/32) Z. Sönmez \|\| style="text-align:left;" \| S. Aoyama M. Uchijima | 2e tour (1/16) Z. Sönmez \|\| style="text-align:left;" \| G. Dabrowski E. Routliffe |  |  |

N.B. : le nom de la partenaire se trouve sous le résultat ; les noms des ultimes adversaires se trouvent à droite.

## Parcours en WTA 1000
Les tournois WTA « Premier Mandatory » et « Premier 5 » (entre 2009 et 2020) et WTA 1000 (à partir de 2021) constituent les catégories d'épreuves les plus prestigieuses, après les quatre levées du Grand Chelem. 

De 2009 à 2023, les tournois Premier Mandatory (dits tournois WTA 1000 obligatoires entre 2021 et 2023) regroupent Indian Wells, Miami, Madrid et Pékin, les autres constituant les tournois Premier 5 (tournois WTA 1000 non-obligatoires). À partir de 2024, le nombre de tournois WTA 1000 passe à 10 par saison (fin de l’alternance Doha / Dubaï), ces derniers devenant tous obligatoires et offrant tous 1000 points à la vainqueure (contre 900 points précédemment pour les tournois Premier 5).

### En simple dames
| Année |       |                              |       |                          |                            |                                |                            |                           |                           |       |  |  |
| Doha  | Dubaï | Indian Wells                 | Miami | Madrid                   | Rome                       | Canada                         | Cincinnati                 | Pékin                     | Wuhan                     | Wuhan |  |  |
| Doha  | Dubaï | Indian Wells                 | Miami | Madrid                   | Rome                       | Canada                         | Cincinnati                 | Pékin                     | Wuhan                     | Wuhan |  |  |
| Doha  | Dubaï | Indian Wells                 | Miami | Madrid                   | Rome                       | Canada                         | Cincinnati                 | Pékin                     | Wuhan                     | Wuhan |  |  |
| 2025  |       | 1er tour (1/32) D. Kasatkina |       | 3e tour (1/16) S. Kartal | 1er tour (1/64) E.-G. Ruse | 1er tour (1/64) V. Kudermetova | 1er tour (1/64) E.-G. Ruse | 1er tour (1/64) S. Lamens | 1er tour (1/64) E. Seidel |       |  |  |

Sous le résultat, l’ultime adversaire.
1. 1 2   Les tournois de Doha et Dubaï alternent le statut de tournoi WTA 1000 (ex Premier 5) entre 2009 et 2023 : les trois premières éditions ont lieu à Dubaï, les trois suivantes à Doha, puis Dubaï accueille le tournoi de cette catégorie les années impaires et Dubaï les années paires. De 2011 à 2023, la ville qui n’accueille pas de WTA 1000 organise à la place un tournoi WTA 500 (ex Premier).
2. 1 2 3 4 5 6   L’ordre de déroulement des tournois a évolué depuis 2009 : Rome se dispute avant Madrid et Cincinnati avant Montréal/Toronto jusqu’en 2010, tandis que Tokyo (2009-2013)-Wuhan (2014-2019, 2024-)-Guadalajara (2022-2023) ont lieu avant Pékin jusqu’en 2023.

## Classements WTA en fin de saison
| Année          | 2019 | 2020 | 2021 | 2022 | 2023 | 2024 |
| Rang en simple | 954  | 791  | 579  | 218  | 157  | 117  |
| Rang en double | –    | –    | 945  | 410  | 421  | 320  |

Source : (en) Classements de Polina Kudermetova sur le site officiel de la Fédération internationale de tennis

## Palmarès ITF

### Titres en simple dames
| No | Date       | Nom et lieu du tournoi             | Catégorie | Dotation | Surface      | Finaliste               | Score         |          |
| -- | ---------- | ---------------------------------- | --------- | -------- | ------------ | ----------------------- | ------------- | -------- |
| 1  | 22/12/2019 | GD Tennis Cup Series, Antalya      | W15       | 15 000 $ | Dur (ext.)   | Georgia Andreea Craciun | 6-4, 3-6, 6-3 | Parcours |
| 2  | 14/02/2021 | Artengo Open Series 5, Antalya     | W15       | 15 000 $ | Terre (ext.) | Marta Custic            | 6-2, 1-6, 6-3 | Parcours |
| 3  | 28/11/2021 | Tatarstan Open, Kazan              | W15       | 15 000 $ | Dur (ext.)   | Nigina Abduraimova      | 7-5, 3-6, 6-4 | Parcours |
| 4  | 23/01/2022 | Tatarstan Winter Cup, Kazan        | W15       | 15 000 $ | Dur (ext.)   | Anastasia Kovaleva      | 6-0, 6-4      | Parcours |
| 5  | 17/06/2022 | Raanana, Ra'anana                  | W25       | 25 000 $ | Dur (ext.)   | Maria Timofeeva         | 4-6, 6-4, 7-5 | Parcours |
| 6  | 30/10/2022 | Republican Girls, Istanbul         | W25       | 25 000 $ | Dur (ext.)   | Tatiana Prozorova       | 6-3, 6-1      | Parcours |
| 7  | 06/11/2022 | Marjorie Sherman Womens, Jérusalem | W25       | 25 000 $ | Dur (ext.)   | Ekaterina Reyngold      | 6-1, 6-1      | Parcours |
| 8  | 05/03/2023 | BeeTV Womens, Astana               | W40       | 40 000 $ | Dur (ext.)   | Darya Astakhova         | 6-2, 6-3      | Parcours |
| 9  | 04/02/2024 | Indore Open, Indore                | W50       | 50 000 $ | Dur (ext.)   | Dalila Jakupović        | 3–6, 6–2, 6–0 | Parcours |

### Titres en double dames
| No | Date       | Nom et lieu du tournoi   | Catégorie | Dotation | Surface      | Partenaire          | Finalistes                      | Score            |          |
| -- | ---------- | ------------------------ | --------- | -------- | ------------ | ------------------- | ------------------------------- | ---------------- | -------- |
| 1  | 12/03/2023 | BeeTV Womens Astana      | W60       | 60 000 $ | Dur (int.)   | Anastasia Tikhonova | Na Lae Han Sujeong Jang         | 2-6, 6-3, [10-7] | Parcours |
| 2  | 31/08/2024 | Oldenzaal Open Oldenzaal | W50       | 50 000 $ | Terre (ext.) | Ekaterina Makarova  | Freya Christie Yuliana Lizarazo | 6-4, 1-6, [10-7] | Parcours |

## Parcours en Grand Chelem Junior

### Simple filles
| Année | Open d'Australie | Open d'Australie | Internationaux de France | Internationaux de France | Wimbledon      | Wimbledon       | US Open        | US Open          |
| ----- | ---------------- | ---------------- | ------------------------ | ------------------------ | -------------- | --------------- | -------------- | ---------------- |
| 2019  | —                | —                | —                        | —                        | 1/4 de finale  | Daria Snigur    | 3e tour (1/16) | Reese Brantmeier |
| 2020  | 1/4 de finale    | Zhuoxuan Bai     | 1/2 finale               | Alina Charaeva           | —              | —               | —              | —                |
| 2021  | —                | —                | 1/4 de finale            | Erika Andreeva           | 2e tour (1/32) | Nastasja Schunk | —              | —                |

N.B. : à droite du résultat se trouve le nom de l'ultime adversaire.

### Double filles
| 2019 | 1er tour (1/32) Tkacheva \|\| style="text-align:left;" \| Allen Martins | —                                                                      | —                                                                              | 1/2 finale Morlet \|\| style="text-align:left;" \| Selekhmeteva Bartone        | 2e tour (1/16) Montgomery \|\| style="text-align:left;" \| Broadus Forbes |   |
| 2020 | 1er tour (1/32) Montgomery \|\| style="text-align:left;" \| Lys Tóth    | 1er tour (1/32) Morlet \|\| style="text-align:left;" \| Babel Brugnone | —                                                                              | —                                                                              | —                                                                         | — |
| 2021 | —                                                                       | —                                                                      | 1/4 de finale L.Fruhvirtová \|\| style="text-align:left;" \| M.Bondarenko Tóth | 1/2 finale L.Fruhvirtová \|\| style="text-align:left;" \| Costoulas Hietaranta | —                                                                         | — |

N.B. : le nom de la partenaire se trouve sous le résultat ; les noms des ultimes adversaires se trouvent à droite.

## Records et statistiques

### Victoires sur le top 10
Toutes ses victoires sur des joueuses classées dans le top 10 de la WTA lors de la rencontre.
| Légende         |
| Grand Chelem    |
| Masters         |
| Jeux olympiques |
| WTA 1000        |
| WTA 500         |
| WTA 250         |
| Fed Cup         |

| # |        |  | Tournoi  | Année | Surface |  | Adversaire      | Rang | Tour | Score         | Tableau |
| - | ------ |  | -------- | ----- | ------- |  | --------------- | ---- | ---- | ------------- | ------- |
| 1 | no 107 |  | Brisbane | 2025  | Dur     |  | Daria Kasatkina | no 9 | 1/8  | 1-6, 6-2, 7-5 | Tableau |